# Klaus Fischer
Klaus Fischer (Kreuzstraßl, Baviera, 27 de diciembre de 1949) es un exfutbolista y director técnico alemán.

## Carrera
Fischer nació en Kreuzstraßl, en el distrito de Regen. 
Dejó el SC Zwiesel, donde inició su carrera futbolística, para unirse al TSV 1860 Munich en 1968. Jugó 535 partidos en la Bundesliga con los equipos TSV 1860 Munich, FC Schalke 04, 1. FC Colonia y VfL Bochum. Con el Schalke 04 ganó la Copa de Alemania en 1972.
El Schalke 04 era uno de los clubes que se vio envuelto en el escándalo de sobornos en la temporada 1970-71 de la Bundesliga. Fischer era uno de los jugadores involucrados y en un principio fue suspendido de por vida, pero tiempo después la sanción se redujo a un año.
Sus 182 goles durante liga es un récord que aún permanece en el Schalke 04.
En 45 ocasiones vistió los colores de la Selección Alemana, entre 1977 y 1982 y marcó la gran suma de 32 goles. Participó en dos Mundiales; Argentina 1978 y el de España 82, donde fue uno de los pilares del cuadro teutón, anotando 2 goles: uno frente a la anfitriona España en cuartos de final, victoria 2-1 y la otra anotación fue uno de los mejores goles del torneo, una espectacular chilena frente a Francia en semifinales, para poner el marcador 3-3 y forzar los penales que finalmente ganó Alemania.
En un partido internacional contra la Selección Suiza, marcó un gol que fue elegido el mejor gol del año. 
En 1976 fue el máximo anotador de la Bundesliga. Con 268 goles permanece segundo (detrás de Gerd Müller) en la lista de goleadores históricos de la Bundesliga.
Klaus Fischer puso fin a su carrera en 1988. Actualmente dirige una escuela de fútbol.

## Clubes

### Como jugador
- 1961-1968 SC Zwiesel
- 1968-1970 TSV 1860 Munich
- 1970-1981 FC Schalke 04
- 1981-1984 1. FC Colonia
- 1984-1988 VfL Bochum

### Como director técnico
- 1992 FC Schalke 04

## Estadísticas

### Apariciones internacionales
- 30 mientras estaba en  FC Schalke 04
- 15 mientras estaba en  1. FC Colonia

- 32 goles internacionales
  - 24 de chut
  - 8 de cabeza

### Apariciones en la Bundesliga
- 295 para FC Schalke 04
- 96 para 1. FC Colonia
- 84 para VfL Bochum
- 60 para TSV 1860 Munich

### Goles en la Bundesliga
- 182 para FC Schalke 04
- 31 para 1. FC Colonia
- 28 para TSV 1860 Munich
- 27 para VfL Bochum